# Naturdenkmal Eiche (Gut Habbel)
Das Naturdenkmal Eiche (Gut Habbel) befindet sich auf Gut Habbel westlich Müschede im Stadtgebiet von Arnsberg. Die Eiche wurden 1998 vom Kreistag mit dem Landschaftsplan Arnsberg durch den Hochsauerlandkreis als Naturdenkmal (ND) ausgewiesen.
Die Eiche hat einen Stammdurchmesser von etwa 120 cm. Durch Bodenabtrag wurden in der Vergangenheit die Wurzelhälse der Eiche freigelegt. Der Stamm der Eiche ist stark bemoost.
Die Eiche wurde 2020 auf ein Alter von 171 Jahren geschätzt. Der Baum wurde demnach 1859 gepflanzt. Das Haus, vor dem die Eiche steht, wurde 1858 von der Gutspächterfamilie Schulte-Habbel gebaut. Auf Gut Habbel befindet sich die Verwaltung der Heinrich Ebel GmbH + Co. KG, eines Steinbruchbetriebs.